# Pauline Åkerlund
Emma Mathilda Pauline Åkerlund, ogift Neumüller, född 4 november 1857 i Stockholm, död 3 juli 1908 i Listudden, Skarpnäck, var en svensk målare.
Hon var dotter till bryggaren Friedrich Rudolph Andreas Neumüller i Stockholm och Eva Emilia Christina Reuszner och gift med konstnären Johan Åkerlund samt mor till Eva Åkerlund och Åke Åkerlund. Hon studerade vid Konstakademien i Stockholm 1879–1882 och fick dessutom privatundervisning vid Perséus målarskola i Stockholm och under studieresor till bland annat Paris. Hon medverkade i konstakademiens utställningar under 1880-talet och samlingsutställningar arrangerade av Svenska konstnärernas förening. Hennes konst består av porträtt och landskapsmotiv huvudsakligen utförda i pastell eller olja. Åkerlund finns representerad vid Nationalmuseum i Stockholm. Hon är begravd på Norra begravningsplatsen utanför Stockholm.